# フィアット・クロマ
クロマ (CROMA)はフィアットが製造販売していた自動車である。

## 初代 (1985-1996年)
ジョルジェット・ジウジアーロのデザインによる5ドアハッチバックながらのノッチバック風デザインを持ちフィアット・アルジェンタの後継車種として登場した。フィアットと傘下のランチア・アルファロメオとスウェーデンのサーブが参加したティーポ4プロジェクトの産物で、サーブ・9000、ランチア・テーマ、アルファロメオ・164の3車種とプラットフォームを共用している。イタリアではタクシーや、覆面パトカーなどの公用車に多用され、ジョヴァンニ・ファルコーネ判事が暗殺された際に乗っていたのも防弾装甲が施された当車である。またロマーノ・プローディ元首相は首相在任時代の専用車として使用していた。そして当時フィアットの会長であったジャンニ・アニェッリは日常生活で当車を愛用しており、専用車は当車には搭載されていないものの兄弟車であるランチア・テーマ用のPRVV6やアルファロメオ用のV6エンジンが搭載されていた。また、色も彼のイニシャルにちなんで銀色であった。
1996年に生産は終了、フィアットはこのクラスの乗用車生産から撤退した。

## 2代目 (2005年-2011年)
2005年にクロマの名は新型MPV（日本でいうトールワゴンに相当）の名称として復活した。車体デザインは再びジウジアーロに委ねられ、シャシーは短命に終わったフィアットとGMとの提携に基づき、同社のイプシロン・プラットフォーム（オペル・ベクトラやサーブ・9-3と共通）が用いられている。